# ヴィシェグラード・グループ

ヴィシェグラード・グループの参加国（濃青色）とEU加盟国（水色）

ヴィシェグラード・グループ（英語: Visegrad Group）またはヴィシェグラード4か国（英語: Visegrad Four）は、中央ヨーロッパの4か国による地域協力機構。ヴィシェグラード諸国、または頭文字から略してV4と表現されることもある。
V4は1991年2月15日にチェコスロバキア・ハンガリー・ポーランドの3か国によって、ハンガリーの都市ヴィシェグラードでの首脳会議において設立された。これら諸国は、伝統・文化的に近縁であることもあって、各国の友好・協力関係を進めること及びヨーロッパ統合の進展等を目的としている。
チェコスロバキアは1993年にビロード離婚により分離したが、チェコとスロバキアの両国ともグループのメンバーとなった。これらの4か国は2004年5月1日に揃って欧州連合に加盟しており、NATO・ブカレスト9の加盟国でもある。

## 参加国
参加国と各言語での表記は次の通り。
- チェコ - チェコ語：Visegrádská čtyřka, Visegrádská skupina
- ポーランド - ポーランド語：Grupa Wyszehradzka
- ハンガリー - ハンガリー語：Visegrádi Együttműködés
- スロバキア - スロバキア語：Vyšehradská skupina, Vyšehradská štvorka

## 歴史的な由来

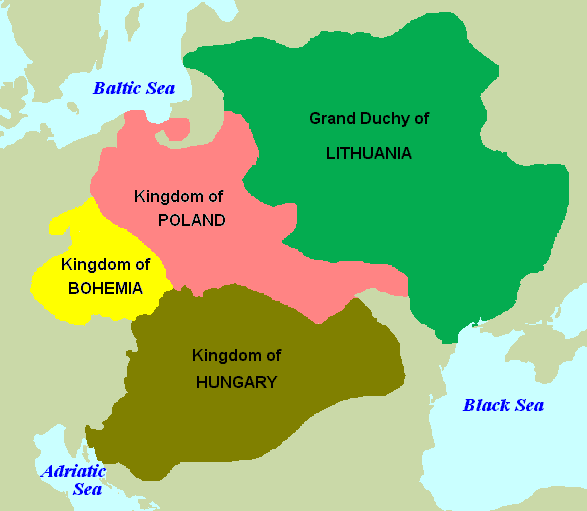
ヤギェウォ朝4カ国

1335年、ハンガリー王カーロイ1世・ポーランド王カジミェシュ3世・ボヘミア王ヨハンがヴィシェグラードで会議を持った。これにちなんでヴィシェグラードは1991年の首脳会議の開催地に選ばれ、グループの名前となった。1335年の会議では、ウィーンの特権港を迂回する新しい商業ルートを作り、ヨーロッパ市場へのアクセスを容易にすることが合意された。1335年には何らかの「グループ」が作られたわけではなかったが、1339年の会議ではポーランドの次代の王を選ぶ取り決めが交わされた。
カジミェシュ3世は男子を残さずに没してピャスト朝の本家筋が絶える（分家筋はシレジア地方を中心に17世紀までピャスト家として存続）が、15世紀に入るとピャスト家に代わってポーランド・リトアニア連合の君主を出すようになったヤギェウォ家（もとはリトアニア大公国の大公家）出身の人々が、ポーランドやリトアニアだけでなくボヘミアとハンガリーの王位にも即くようになり、この地域全体の人々がヤギェウォ家を神輿に担いで広大な王朝連合を築いている。
その後1572年に、法的国家連合であるポーランド・リトアニア共和国の成立（1569年）を実現したポーランドのジグムント2世王が男子を残さずに没し、これによってヤギェウォ家の本家筋が絶えるが、ポーランド王国のセイム（国会）がトランシルヴァニア公のステファン・バートリを招き、自由国王選挙の制度をもってポーランド王に据えるなど、これらの国々の政治的交流は非常に盛んであった。一方この時代のボヘミアは、ドイツ系のハプスブルク家の支配下にあった。

## 経済
ヴィシェグラード・グループの4か国のうち経済危機の状態にあるハンガリーを除くポーランド、チェコ、スロバキアの3か国は、経済規模に対する対外債務総額や、外貨準備に対する短期対外債務とくに実際に借り換えの手続きが必要な債務の割合が非常に小さいなどヨーロッパの「元」共産主義の国々の中ではもっとも経済基盤が強く、2008年から始まった世界的な金融危機においても状況は比較的安定している。特に人口が多く内需の強いポーランドの経済は国外発の不況をうまくかわしており、2009年はヨーロッパ諸国のうちで唯一、プラス成長をした。

## 議長国
グループの議長国は毎年6月に、チェコ、ポーランド、ハンガリー、スロバキアの順で交替する。
| - 1991年 – 1992年： チェコスロバキア - 1992年 – 1993年： ポーランド - 1993年 – 1994年： ハンガリー - 1994年 – 1995年： スロバキア - 1995年 – 1996年： チェコ - 1996年 – 1997年： ポーランド - 1997年 – 1998年： ハンガリー - 1998年 – 1999年： スロバキア - 1999年 – 2000年： チェコ - 2000年 – 2001年： ポーランド - 2001年 – 2002年： ハンガリー |  | - 2002年 – 2003年： スロバキア - 2003年 – 2004年： チェコ - 2004年 – 2005年： ポーランド - 2005年 – 2006年： ハンガリー - 2006年 – 2007年： スロバキア - 2007年 – 2008年： チェコ - 2008年 – 2009年： ポーランド - 2009年 – 2010年： ハンガリー - 2010年 – 2011年： スロバキア - 2011年 – 2012年： チェコ - 2012年 – 2013年： ポーランド |  | - 2013年 – 2014年： ハンガリー - 2014年 – 2015年： スロバキア - 2015年 – 2016年： チェコ - 2016年 – 2017年： ポーランド - 2017年 – 2018年： ハンガリー - 2018年 – 2019年： スロバキア - 2019年 – 2020年： チェコ - 2020年 – 2021年： ポーランド - 2021年 – 2022年： ハンガリー - 2022年 – 2023年： スロバキア - 2023年 – 2024年： チェコ - 2024年 – 2025年： ポーランド |

## 活動
グループの下部組織として1999年に設立された国際ヴィシェグラード基金があり、本部はブラチスラヴァに置かれている。各国首相の決定により、2005年から年間300万ユーロの予算を持つことになった。
ヴィシェグラード奨学金プログラムは、4か国の大学院生の研究に基金からの奨学金を与えており、徐々に規模を拡大している。2005年には、4か国の大学で学ぶ32人のウクライナ人の大学院生にも奨学金を与えた。
2002年、ハンガリーの発案でエネルギーに関する専門家会合が設立された。専門家は年に1、2度4か国の首都で会合を持ち、グループの議長国が会合の議長も兼ねる。2006年4月、会合がプラハで開かれ、閣僚レベルで交渉された事項について4か国のエネルギー相に勧告を出した。
2004年に実現したEU加盟により一時はヴィシェグラード連合の活動が衰えたが、近年は経済や安全保障などにおける連合加盟国のEUにおける協調行動の意義が見直され、その活動は急激に活発化しており、人の交流は非常に盛んである。現在は「小EU」的な国家連合の色彩を帯びるほどまでになっている。

## 日本との関係
2003年8月の小泉首相によるチェコ及びポーランド訪問、2004年10月のハンガリー首相訪日時に、日本とV4との間で「V4＋日本」対話・協力を推進していくことで合意した。また、麻生外相が2006年11月に行った講演（「自由と繁栄の弧」をつくる）でもV4との協力が言及されている。さらに、麻生首相は2009年5月にベルリンで行った政策スピーチの中でも、「自由と繁栄の弧」に基づき、V4との協力を強化していく考えを表明した。
現在では、外相、高級事務レベルの対話に加えて、観光、経済・投資促進、経済協力等の分野において「V4＋日本」協力が進められている。2011年には第4回「V4＋日本」外相会合が行われており、また2013年6月には安倍首相がワルシャワを訪問し、初となる「V4＋日本」首脳会合が行われた。